# Leinschlag (Moosbach)
Leinschlag ist ein Gemeindeteil des Marktes Moosbach im Oberpfälzer Landkreis Neustadt an der Waldnaab, Bayern.

## Geographische Lage
Die Einöde Leinschlag liegt am Tröbesbach etwa eineinhalb Kilometer westlich von Moosbach.

## Geschichte
Zum Stichtag 23. März 1913 (Osterfest) wurde Leinschlag als Teil der Pfarrei Moosbach mit zwei Häusern und 17 Einwohnern aufgeführt.
Am 31. Dezember 1990 hatte Leinschlag sechs Einwohner und gehörte zur Pfarrei Moosbach.